# Liliane Atlan
Pour les articles homonymes, voir Atlan.
Liliane Atlan (née le 14 janvier 1932 à Montpellier (Hérault) et morte le 15 février 2011 à Kfar Saba (Israël)) est une dramaturge française.

## Biographie
Liliane Atlan, née Cohen, naît le 14 janvier 1932 à Montpellier dans une famille juive. Son père, Élie Cohen, est originaire de Salonique, où il est né en 1907, ayant immigré comme enfant avec ses parents en France. Sa mère, Marguerite Cohen, est née à Marseille en 1905. Liliane Cohen a quatre sœurs.
Pendant la Seconde Guerre mondiale, elle est cachée avec sa sœur Rachel en Auvergne et dans le Sud de la France. À la libération, elle apprend que toute la famille de sa mère a été tuée. Elle ne comprend pas pourquoi elle a survécu alors que tant d'autres sont morts. La culpabilité du survivant la poursuit toute sa vie. 
Après la guerre, elle voit ses parents rechercher sans relâche leur famille, accueillir des survivants de la Shoah. Un jour, en rentrant chez elle, elle trouve une jeune fille au crâne rasé et au regard fixe. Ses parents adoptent un jeune homme, Bernard Kuhl, qui se laissait mourir de faim parce que ses parents étaient morts à Auschwitz. Il lui raconta le camp. Elle avait treize ans.
Adolescente, le traumatisme causé par le récit des survivants se manifeste par une anorexie. Elle entre alors à l'école Gilbert Bloch d'Orsay fondée par Robert Gamzon. Elle se propose d'aider les jeunes juifs traumatisés par la guerre et la Shoah à reconstruire leur identité juive par l'étude de l'histoire juive et du Talmud et de donner ainsi un sens à leur vie. En 1952, elle épouse Henri Atlan, un autre membre de la communauté. Deux enfants naissent de cette union. Divorcée de Henri Atlan, elle garde son nom. Elle comprit qu'elle n'était pas destinée à vivre pour elle-même, mais pour faire revivre la réalité des camps de concentration et d'extermination nazis. Ceci est raconte dans Les Passants, Éditions Payot 1989 (Prix Wizo).
Elle commence sa carrière littéraire en publiant un recueil de poèmes, sous le nom de Galil, Les mains coupeuses de mémoire en 1958 puis une première pièce de théâtre, La vieille Ville, dont l'action se situe à Jérusalem en 1948. Liliane Atlan part vivre deux ans en Californie de 1966 à 1968 et revient à Paris pour la mise en scène de sa première grande pièce, Monsieur Fugue ou le mal de terre inspirée de la vie de Janusz Korczak en 1967 à Saint-Étienne dans une mise en scène de Roland Monod, reprise en 1968 à Paris au TNP. En 1969, Les Portes sont créées à l'ORTF. Le thème des portes qui enferment les humains et les isolent est souvent repris dans l'œuvre d'Atlan. Jouer Les Portes nécessite une machinerie complexe. En 1971 est créée au festival d'Avignon, La petite Voiture de Flammes et de Voix. En 1989 France Culture diffusa "Un Opéra pour Terezin".
En 1994 Atlan est honorée avec une rétrospective de son œuvre présentée au “Festival d'Avignon”.
Elle meurt le 15 février 2011 à Kfar Saba, en Israël.

## Œuvres

### Théâtre
- La vieille Ville, L'Harmattan, 2007
- Monsieur Fugue ou le mal de terre, 1964, Seuil et L’École des loisirs et dans des anthologies, dont Plays of the Holocaust : An International Anthology, Theater Communications Group, New York, 1967 et 2000)
- Les Portes, L'Harmattan, 2007
- Les Messies ou le mal de terre, Seuil, 1968 ; version entièrement refondue, L’Harmattan, 2002
- La petite voiture de flammes et de voix, Seuil, 1971
- Les musiciens, les émigrants, Paris, Oswald, 1976 ; édition des Quatre-Vents, 1993
- Leçons de bonheur, Paris, Théâtre Ouvert (tapuscrit), 1980 ; Le Crater, 1997
- Un opéra pour Térézin, L’Avant-Scène Théâtre 1997
- Je m’appelle Non, L’École des loisirs, Collection « Théâtre », 1998
- Les Mers rouges, L’Harmattan, 2001
- Corridor Paradise : concert brisé (1987 - 1988)
- Les Ânes porteurs de livres, L'Harmattan, 2007
- Le Maitre des Eaux Amères, Cycle théâtral en cinq titres : I - La vieille Ville, Suivi de "Le Maitre des Eaux Amères" (Récit en forme de présentation de son théâtre) et d'un texte de Daniel Cohen sur la Réception de l'ouvre de Liliane Atlan ; II - Les Portes ; III - La Bête aux Cheveux Blancs ; IV - Petit Lexique Rudimentaire et Provisoire des Maladies Nouvelles ; V - Les Ânes Porteurs de Livres.

### Poésie
- Les mains coupeuses de mémoire, éditions P.J. Oswald 1958
- Le maître-mur, éditions Alluvions 1958 ; Action poétique, 1962 et version entièrement refondue et augmentée, Dumerchez, 2004
- Lapsus, Seuil, 1971
- L’amour élémentaire, l’Éther Vague, 1985
- Bonheur mais sur quel ton le dire, l’Harmattan 1996
- Peuples d’argile, forêts d’étoile, l’Harmattan, 2000

### Récits
- Le rêve des animaux rongeurs, préface de Jean Revol, l’Harmattan, 1998 (première édition : L'Éther Vague, 1985)
- Quelques pages arrachées au grand livre des rêves, l’Harmattan, 1998
- Les passants, Payot 1987
- Petites bibles pour mauvais temps, l’Harmattan, 2001
- Même les oiseaux ne peuvent pas toujours planer, L'Harmattan, 2007

## Théâtre
- 1974 : Le Mal de terre de Liliane Atlan, mise en scène Roland Monod, Festival d'Avignon

## Œuvres diffusées par France Culture
Les portes ; Même les oiseaux ne peuvent pas toujours planer; Petit lexique rudimentaire et provisoire de maladies nouvelles; Les carnets rouges de la rue de la clef: Suites, Sonate ; Petites Bibles pour mauvais temps (Écrit pour France Culture); Quelques pages arrachées au grand livre des rêves ; Un opéra pour Terezin ; Les mers rouges ; L'Amour Élémentaire.

## Prix
- Prix du Théâtre Habima (Monsieur Fugue, En Israël, 1972 - Traduction par Haim Gouri)
- Villa Médicis hors les murs (Les Passants 1992)
- Prix Radio SACD, 1999
- Prix Mémoire de la Shoah, 1999 (Fondation Buchman)